# Down by Law (película)
Down by Law es una película independiente en blanco y negro del año 1986 escrita y dirigida por Jim Jarmusch. Fue protagonizada por Tom Waits, John Lurie y Roberto Benigni.
La película trata sobre el arresto, encarcelación y escape de la cárcel de tres hombres. Descarta los convencionalismos de las películas carcelarias y se centra en la interacción entre los convictos en vez de en la mecánica del escape. El elemento clave de la película es el lento trabajo de cámara de Robby Müller, el cual captura la arquitectura de los pantanos de New Orleans y Luisiana de donde escapan los compañeros de celda.

## Argumento
Tres hombres, previamente desconocidos entre sí, son arrestados en New Orleans y ubicados en la misma celda. Tanto a Zack (Waits), un disc jockey, como a Jack (Lurie), un proxeneta, les han tendido una trampa, no han cometido los crímenes por los cuales fueron encarcelados. El tercer hombre, Bob (Benigni), un turista italiano que entiende mínimamente el inglés, fue arrestado por homicidio involuntario.
Zack y Jack se pelean y dejan de hablarse. Bob tiene una inevitable necesidad de hablar y planea un escape. Poco después, los tres están libres y corriendo por los pantanos alrededor de la prisión. Completamente perdidos y con un fuerte odio entre Jack y Zack, Bob une al grupo con su habilidad para conseguir comida.

## Reparto
| Actor               | Personaje         | Notas              |
| ------------------- | ----------------- | ------------------ |
| Tom Waits           | Zack              |                    |
| John Lurie          | Jack              |                    |
| Roberto Benigni     | Bob               |                    |
| Nicoletta Braschi   | Nicoletta         |                    |
| Ellen Barkin        | Laurette          |                    |
| Billie Neal         | Bobbie            |                    |
| Rockets Redglare    | Gig               |                    |
| Vernel Bagneris     | Preston           |                    |
| Timothea            | Julie             |                    |
| L.C. Drane          | L.C.              |                    |
| Joy N. Houck, Jr.   | Detective Mandino |                    |
| Pruitt Taylor Vince |                   | Escenas eliminadas |